# GEMA kemiska fabrik AB

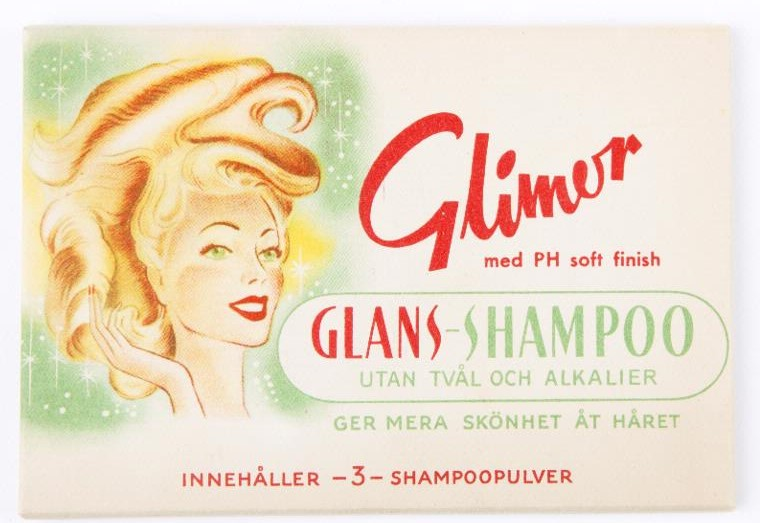
Shampoo från Gema Kemiska Fabrik

GEMA kemiska fabrik AB var en svensk tillverkare av toalett- och hygienprodukter samt en del bilvårdsprodukter som startade sin verksamhet 1939 i centrala Falun. Det var bröderna Anders Herdin och Nils Herdin som startade företaget. De hade tidigare arbetat för sin far Sivert Herdins företag Herdins färgverk. GEMA står för GEneral MAnufacturing. Anders Herdin hade rest i Nordamerika och förde med sig nya idéer om produkter och marknadsföring. Nils Herdin var kemist och ansvarade för anskaffning av produktionsutrustning.
Till en början hade företagets produkter namn som började på G som till exempel Glimset, Glimor, Gimtrim och Glänser.
GEMA kemiska fabrik förvärvades av Astra-koncernen 1 juli 1971 för att bli en del Astras konsumentvarusektor. GEMA tillverkade då toalett- och hygienprodukter samt en del bilvårdsprodukter. Företaget omsatte då 25 mkr och sysselsatte 170 personer varav 120 vid fabrik och kontor i Falun. De tidigare ägarna som var VD Anders Herdin samt VVD Nils Herdin kvarstod i sina befattningar. Anders Herdin och Nils Herdin lämnade sina befattningar 1 juli 1972 men kvarstod i styrelsen och som konsulter i företagsledningen. Företagets ekonomdirektör Heinz Ondrejka tillträdde som VD vid samma tidpunkt.
GEMA flyttade sin verksamhet 1974 till en nybyggd fabrik med centrallager i Hosjö i Falun. Företaget inordnades i Astras dotterbolag Wallco och såldes 1978 till amerikanska Playtex International. Svenska Mölnlyckekoncernen köpte 1983 Playtex Internationals nordiska verksamhet inom det kemiskt-tekniska området. I köpet ingick fabriken Falun som då hade ca 300 anställda.  Mölnlycke sålde 1995 kemisk-tekniska division , där verksamheten vid fabriken i Falun ingick, till Cederroth International.Kända varumärken som tillverkades i Falun var då bland andra Bliw, HTH, Family Fresh och Grumme tvättsåpa. Orkla köpte Cederroth International 2015 och verksamheten i Falun är nu en del av Orkla Care AB.